# Collegio Saint-Bénin

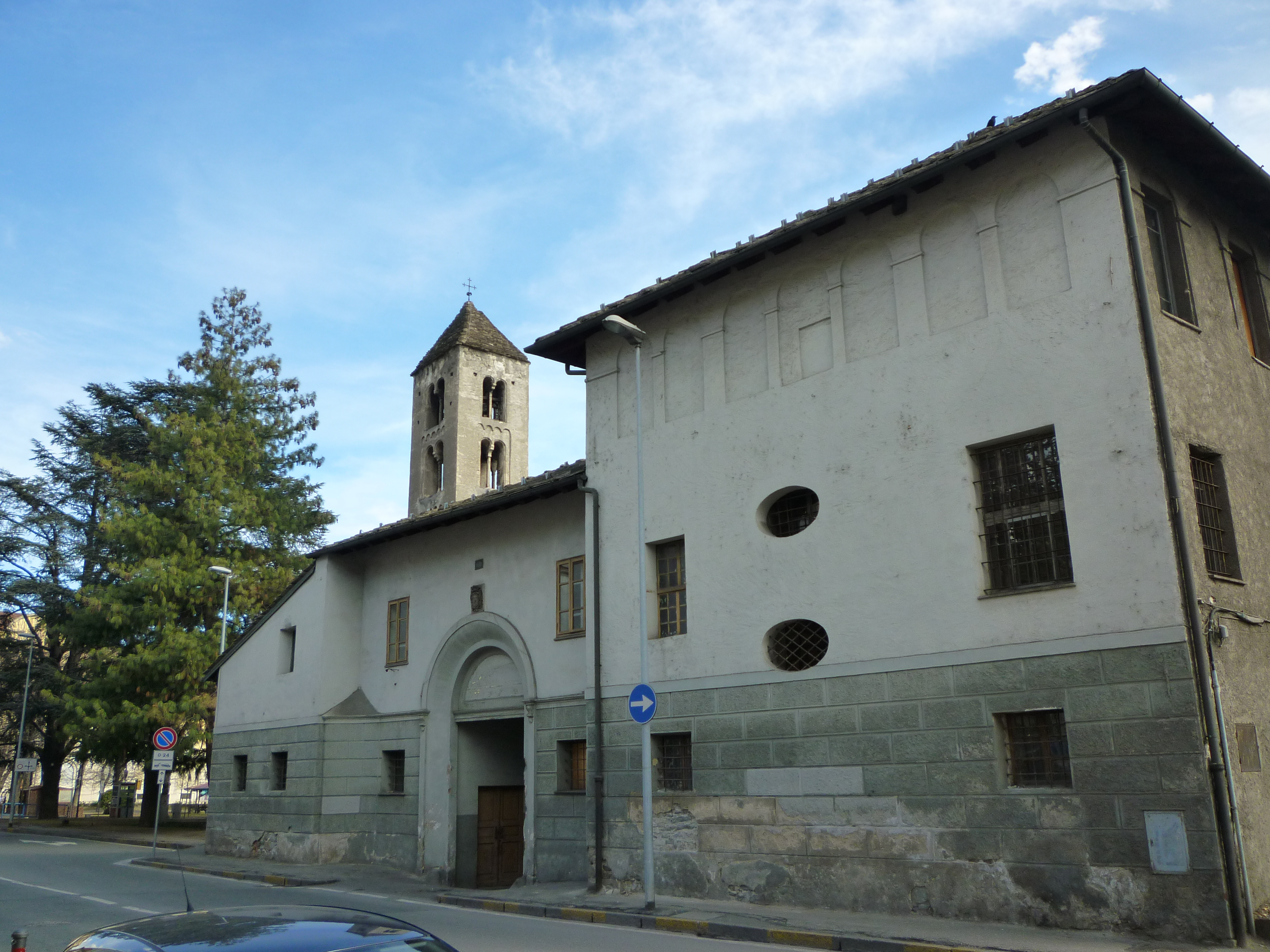
Facciata del Collège Saint-Bénin da via Jean-Boniface Festaz.

Il Collegio Saint-Bénin (pron. fr. AFI: [sɛ̃ benɛ̃]; in francese collège Saint-Bénin) è un antico priorato e una storica istituzione scolastica situata a Aosta, nell'attuale via Jean-Boniface Festaz.
Per oltre tre secoli, il Collège Saint-Bénin si è imposto come centro di spicco della cultura a livello locale, formando la classe dirigente valdostana.
Oggi la cappella del Collegio è sede di mostre temporanee di cultura popolare contemporanea, nonché della mostra permanente dedicata a Innocenzo Manzetti.

## Storia
Nominato per la prima volta in un documento del 1050, il Collège Saint-Bénin è tradizionalmente considerato come un simbolo della cultura valdostana. A partire dalla metà del '500, i figli delle famiglie nobili e agiate valdostane entravano alla Grande eschole de grammaire, finanziata dal Conseil de la Cité et du Bourg.

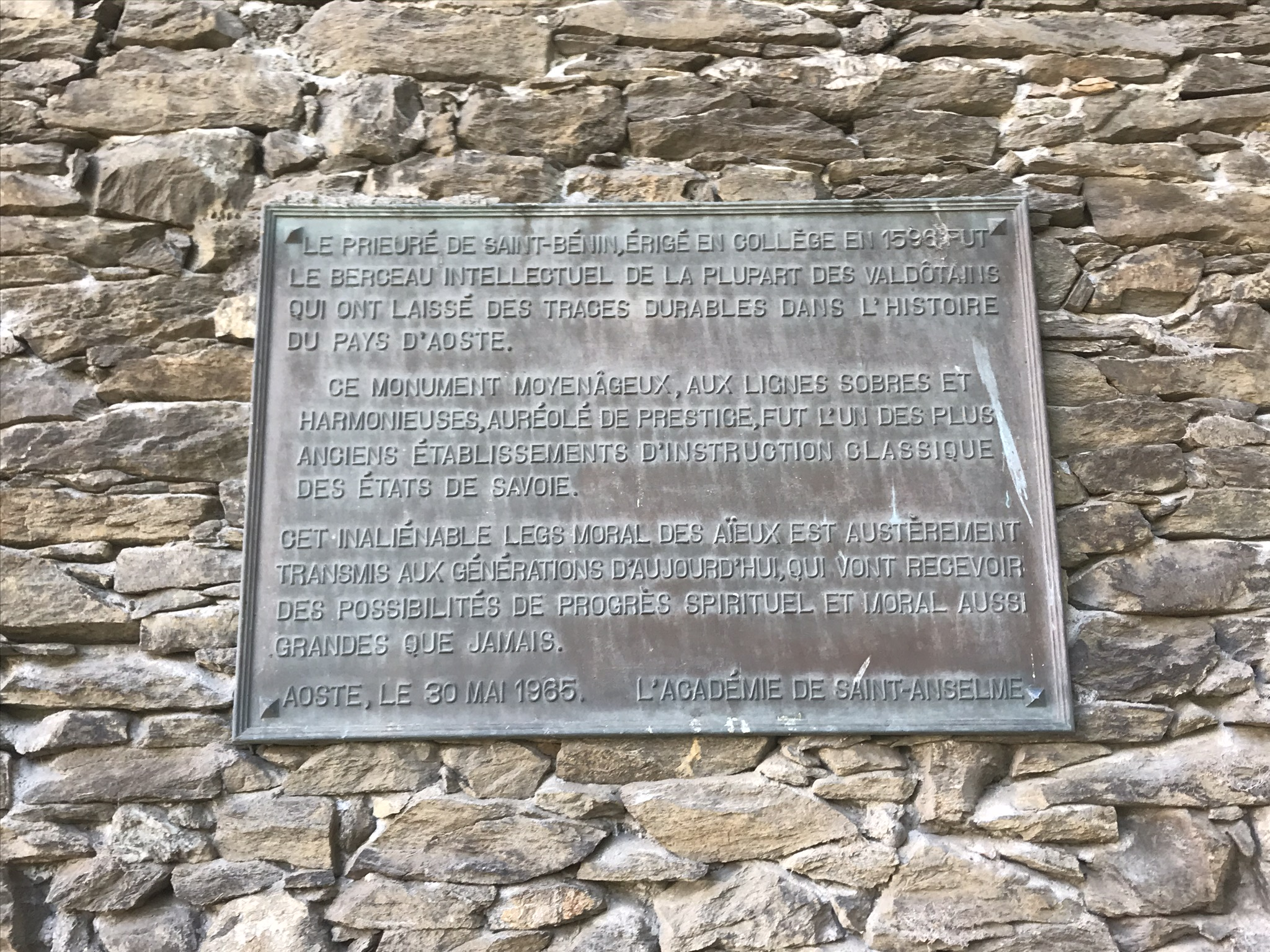
Targa commemorativa del collegio, posta dall'Académie Saint-Anselme.

Dopo la Riforma, l'esigenza di assicurare un'adeguata preparazione alla classe dirigente valdostana fece sorgere la necessità di migliorare il livello di istruzione, calato nel frattempo, e di adeguarlo agli standard della ratio studiorum dei collegi gesuitici. Il vescovo di Aosta Barthélemy Ferreri si fece portavoce di questa istanza a cavallo tra il XVI e il XVII secolo, sostenuto dalle famiglie Vaudan e Roncas. Venne deciso di fondare un Collegio di Studi superiori nell'edificio del priorato di Saint-Bénin, la cui fondazione risale all'anno 1000 ad opera dei Benedettini di San Benigno di Fruttuaria per poi essere affidato verso il 1177 ai canonici di San Bernardo del Mont-Joux.
Una bolla pontificia Cathedram militantis Ecclesiæ emanata da Clemente VIII sancì la cessione alla città, e collegio passò sotto il controllo del vescovo, del balivo e dei sindaci della cité e del bourg per diventare una scuola di grammatica, retorica e cultura umanistica aperta nel 1604.
Passò sotto la conduzione dei canonici del San Salvatore, noti anche come Chanoines lorrains, in un periodo di grande splendore per il collegio grazie in particolare a elargizioni di mecenati quali Jean-Boniface Festaz: furono inaugurate nuove cattedre, tra cui quella di filosofia (1678) e quella di teologia (1702) per cui fu fondamentale l'intervento dell'arcidiacono René Ribitel che fece costruire la nuova ala del collège, nominata Séminaire. La scuola divenne una delle più rinomate degli stati sabaudi, e annoverava tra gli insegnanti le maggiori personalità religiose e laiche locali per la formazione spirituale, civica e intellettuale dell'alto ceto valdostano.

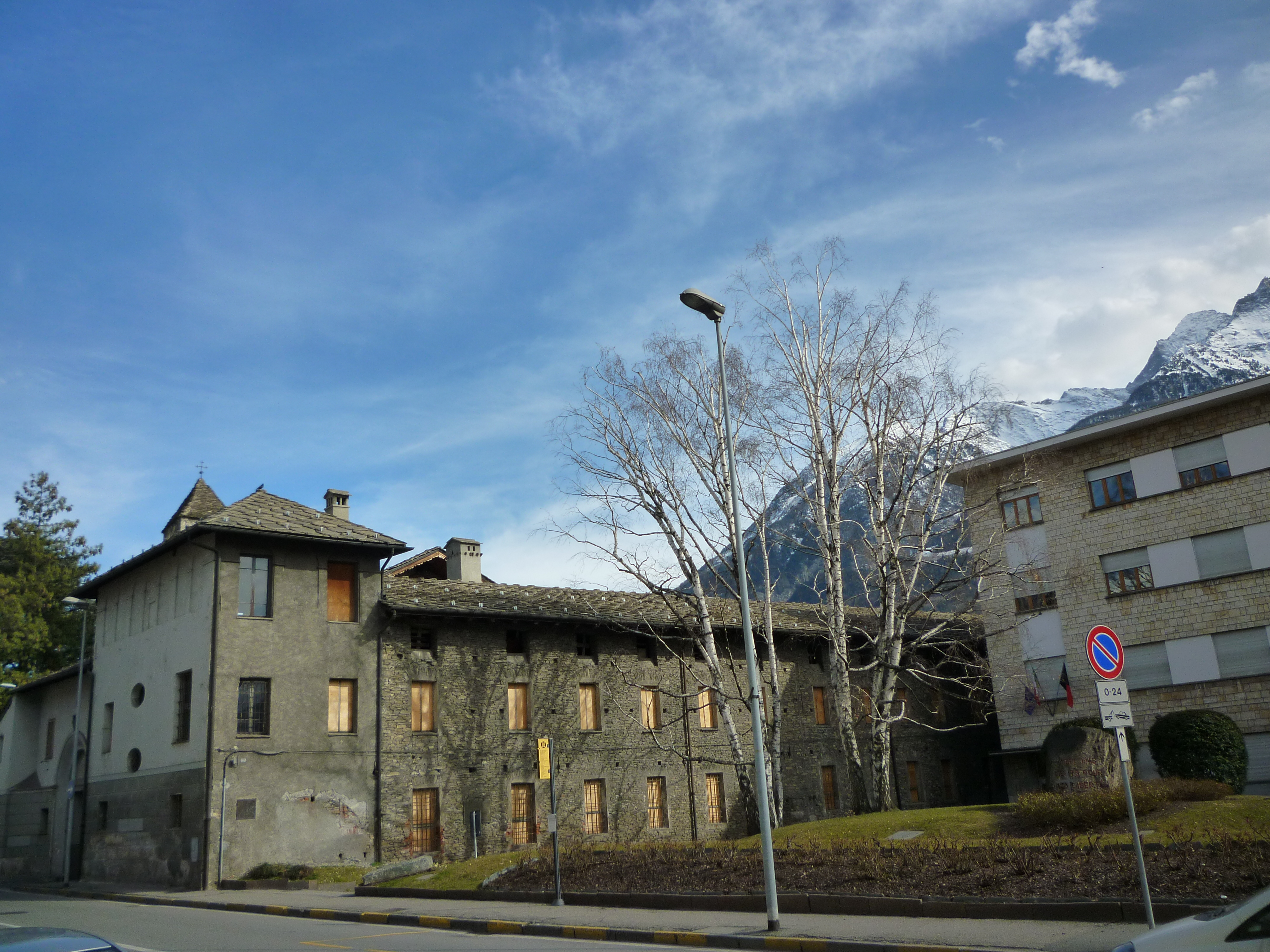
Vista laterale del collège e dell'istituto per ragionieri Manzetti da via Jean-Boniface Festaz.

A partire dal 1748, il collegio passò ai Barnabiti piemontesi per volere di Carlo Emanuele III, che continuarono inoltre la tradizione introdotta dai chanoines lorrains del teatro, mettendo in scena tra gli altri Merope di Voltaire. Nel 1772 assunse il titolo di Collège royal.
Nel 1793 i giacobini francesi requisirono il collegio per farne un ospedale militare. Dal 1800 al 1834 fu diretto da laici e in seguito affidato ai Gesuiti, cacciati dalla rivoluzione del '48. Dopo periodi di ripresa e declino, in cui religiosi e laici si succedettero alla conduzione, il collège fu ceduto dalla Municipalità allo Stato italiano nel 1888 per diventare il liceo statale «Principe di Napoli». Le proprietà adiacenti furono in parte riconvertite negli attuali giardini pubblici e in parte servirono per la costruzione della stazione di Aosta.
A seguito della seconda guerra mondiale, il collegio ha ospitato le classi dell'Istituto tecnico e la cappella servì da palestra, fino ad essere restaurato e convertito in spazio espositivo di proprietà regionale.

## Centro Saint-Bénin

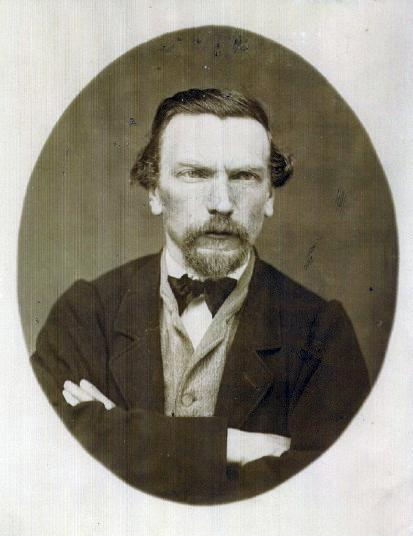
Innocenzo Manzetti

Lo spazio espositivo allestito nella cappella del Collegio ospita dal 1986 mostre temporanee d'arte e di cultura popolare contemporanea.
Ad aprile 2012, in apertura della XIV Settimana della Cultura, in una sala del centro espositivo Saint-Bénin è stata inoltre inaugurata l'esposizione permanente Innocenzo Manzetti: l'inventore e il suo automa, dedicata alla figura di Innocenzo Manzetti e alle sue invenzioni; nella sacrestia della ex-cappella sono ospitati l'automa e alcuni pannelli didattici touch-screen.. L'automa era in precedenza esposto alla Maison de Mosse di Runaz, all'interno dell'esposizione permanente Au fil des ondes sui 150 anni di telecomunicazioni in Valle d'Aosta. L'associazione culturale Museo Manzetti affianca il Centro Studi de Tillier nello studio e nella valorizzazione della figura dell'inventore e del museo a lui dedicato.
Le esposizioni sono gestite dalla Regione, proprietaria anche della sede.